# Abendpost (Weimar)
Die Abendpost war eine Tageszeitung aus Weimar und erschien vom 19. März 1946 bis zum 31. März 1951.

## Geschichte
Am 19. März 1946 erschien die erste Ausgabe der Abendpost (Lizenz 34 der SMAD), es existierten eine Ausgabe für Weimar (A), eine für Erfurt (B) und eine weitere für Restthüringen (C). Herausgeber war Carl-Herbert Kramer (geb. 1907) bzw. der von ihm gegründete Abendpost Verlag als Einzelunternehmung, der später zur Abendpost GmbH Weimar umfirmiert wurde. Einer der ersten Mitarbeiter war der Bildjournalist und Bildredakteur Ernst Schäfer, erster Chefredakteur war Erich Anspach, der unter dem Pseudonym »Lynkeus« schrieb. Ab dem 14. Juli 1947 fungierte Walther Griepernau als Chefredakteur und ab dem 9. Oktober 1948 auch als Lizenzträger. Im Interview vom 4. März 1997 zählt Ernst Schäfer folgende Personen als Mitarbeiter der Abendpost auf : „C. H. Kramer, Heerausgaber; Walter Griepernau, Chefredakteur; Dr. Rudolf Röhr, Ghostwriter von Kramer; Richard oder Paul Kühn; Günther Deicke, Kulturredakteur; Arnd Römhild, Informationsredakteur; Willy Lohfelder; Dr. Helga Bährecke, Kulturredakteuerin; Herybert Baum, Wirtschaftsredakteur; A. von Heinemann; Dr. Anspach; Erich Brandt, Sportredakteur; Christa-Marie Gräter, Chefsekretärin; Frau Sternbeck, Sekretärin; Frau Fuchs, Sekretärin.“
Die Zeitung war eine der wenigen scheinbar unabhängigen Periodika in der Sowjetischen Besatzungszone, die offiziell keiner Organisation oder Partei angehörte. Zwei Drittel der Anteile der Verlags-GmbH befanden sich jedoch treuhänderisch über die Strohmänner Heinz Leitel und Conrad Wallmüller (Kommunist, NS-Widerstandskämpfer) im Besitz der SED. Das Blatt erschien seit dem 18. November 1946 sechsmal wöchentlich. Zur Auflagenhöhe existieren unterschiedliche Angaben: 35.000 Exemplare im Jahr 1946, etwa ein Jahr später sollen es ca. 120.000 gewesen sein. Für das Jahr 1951 gibt Arnd Römhild an, dass von 44.000 Exemplaren 12.500 in Weimar, 23.000 in Erfurt, 800 in Apolda, 600 in Jena, 500 in Bad Berka und 400 in Gera vertrieben wurden. Die Abendpost war u. a. Stifterin des Radrennens Rund um Belvedere (1948).
Am 31. März 1951 erschien die letzte Ausgabe. Die Thüringer Neuesten Nachrichten, die erstmals am 30. April/1. Mai 1951 als Regionalzeitung der National-Demokratischen Partei Deutschlands in Thüringen herausgegeben wurden, waren in weitgehender personeller, zeitungsgestalterischer und örtlicher Kontinuität das Nachfolgeblatt der Abendpost: Mitbegründer der Thüringer Neuesten Nachrichten war der ehemalige Abendpost-Informationsredakteur Arnd Römhild, Layout, Rubriken und Blattaufteilung entsprachen der Abendpost, die Anschrift »Weimar, Goetheplatz 9a« war die Redaktionsadresse beider Zeitungen.